# 永寧縣 (威寧府)
永寧縣，清朝时设置的县。
康熙二十六年（1687年），改永寧衛為永寧縣，隸貴州省威寧府。雍正五年(1727年)，永寧縣改隸四川敘州府。八年，升敘永管糧廳為敘永直隸廳，轄永寧縣，隸四川省。光緒三十四年(1907年)，永寧縣遷治古藺，更名為古藺縣。